# アンパーラ
アンパーラ（シンハラ語: අම්පාර、タミル語: அம்பாறை、英語: Ampara）は、スリランカの東部州アンパーラ県の都市である。アンパーラ県の県都であり、西海岸のコロンボ首都圏から東に360 kmほどの距離にある。
都市の人口の大半はシンハラ人が占めている。2001年の調査では、人口20,152人のうち96%がシンハラ人であった。宗教は仏教が優勢であり93%を占める。この地はイギリス統治時代の1890年代後半から1900年代初頭にかけて、ハンターの休息地であった。独立後の1949年に当時の首相D.S.セーナーナーヤカが推進したGaloya schemeによる開発で、アンパーラは町へと姿を変えた。最初はInginiyagalaダムを建設する作業員の居住地としてであったが、その後Galoya Valleyの行政の中心地へと発展した。